# Azeri
Azeri (azer.:Azәrbaycanlılar, Azərbaycan Türkləri, perz.: آذری,  آذربایجانی ها ، ترک های آذربایجانی) su narod koji većinom živi u sjevernome Iranu i Azerbajdžanu. Većina Azera su šijitski muslimani, a najsličniji su Turcima, Kavkascima i Irancima. Govore azerskim jezikom koji se ubraja u skupinu turkijskih jezika.

## Populacija
Prema procjenama Azera ima od 21 do 30 milijuna, od toga u Iranu 12 do 18 milijuna odnosno od 20–24% ukupnoga stanovništva Irana. Azerbajdžansko veleposlanstvo raspolaže brojkama od 25 do 30 milijuna Azera izvan domovine, od čega polovica živi u Iranu već skoro cijelo tisućljeće.
Azersko iseljeništvo u Turskoj broji od pola milijuna do milijun osoba po procjenama, a ondje su iselili tijekom dvaju iseljeničkih valova 20. stoljeća.
Prema procjenama, u Gruziji živi oko 400.000 Azera, u ruskoj republici Dagestanu 100.000, a nakon egzodusa skoro cijelog azerskog stanovništva iz Armenije nakon karabaškog rata, manje od sto u Armeniji. Sve te tri zajednice su stoljećima bile nazočne ondje.
U Rusiji živi od 2,5 do 3 milijuna Azera; izuzevši dagestansku zajednicu, svi su ekonomska migracija, a došli su u Rusiju krajem postojanja Sovjetskog Saveza ili kasnije, tražeći posao u velikim ruskim gradovima.
U zapadnoj Europi postoji iseljeništvo klasične vrste kojemu broj raste. 60-80 tisuća živi u Njemačkoj, 30-40 tisuća u Francuskoj te 50-70 tisuća u ostatku Europe. U Kanadi živi više od 275.000 Azera, a u SAD-u više od 300.000. Svi su pripadnici klasičnog iseljeništva.
U Azerbajdžanu prema popisu iz 1999. godine živi 7.205.500 i čine 90% stanovništva. Od ostalih država najviše Azera živu u Turskoj 800.000, Rusiji 622.000 i Gruziji 284.761.
Azeri u Iranu i Turskoj su vrlo integrirani u društvo te ih se više doživljava kao neku političku, nego nacionalnu zajednicu. Azeri u Iranu danas imaju osoba koji su toliko integrirani i iransko društvo da se nalaze na vrhu društvene i političke ljestvice. Neki promatrači vide i neke Azere koji su pod pritiscima u Iranu. Činjenica je da je do pada šaha Pahlavija 1979. azerska zajednica živjela teže, jer ih se smatrala mogućom prijetnjom iranskoj nacionalnoj stvari. To je pojačalo radikalizam kod iranskih Azera iz zbog toga je u gradu Tabrizu, u iranskom dijelu Azerbejdžana i izbila revolucija protiv šaha. Dolaskom Homeinijeve islamističke vlasti, prioritete se prebacilo s nacionalnog na vjersko, čime se Azerima olakšalo život, no neki iranski dužnosnici su i dalje tretirali Azere kao za šahove vlasti.
U Turskoj su Azeri stara zajednica, no postoje i doseljenici koji su došli nakon pada SSSR-a. Starija zajednica je integriranija zbog sličnosti jezika i vjere te predanosti turskoj stvari.
Azeri su na Kavkazu zajednica koja je nazočna skoro tisućljeće, kao i u Iranu. U Armeniji su prisiljeni kriti svoj identitet, mijenjati prezimena, ne isticati svoj nacionalni identitet u javnosti, a brojni su izgnani. U Gruziji, gdje su najveća manjina, situacija je varirala. U prvoj polovici 1990-ih su za vlasti Gamzahurdije i politike "Gruzija Gruzijcima" donekle bili izolirani te su neki odselili. Stvari su se promijenile dolaskom Eduarda Ševardnadzea, kad se status znatno poboljšao. Zbog otežanih gospodarskih i političkih okolnosti u Gruziji (ratovi), brojni su privremeno napustili Gruziju radi posla ili školovanja, no značajan je broj i trajnih odseljenika. U Rusiji, u republici Dagestanu imaju svoje kulturne ustanove, škole i glasila, a sami Azeri najviše su koncentrirani u gradu Derbentu.

## Vanjske poveznice
- Veleposlanstvo Azerbajdžana u SAD-u, Washington D.C.
- BBC News Europe Azerbajdžan
- Enciklopedija Orijenta: Azerbajdžan  Arhivirana inačica izvorne stranice od 11. kolovoza 2010. (Wayback Machine)
- The BBC Azeri news site.
- Azeri.net
- Azerbajdžanski međunarodni časopis